# Љубиша Ђоковић
Љубиша Ђоковић (1960) је српски политичар. Већи део периода од 2001. до 2007. године био је посланик у Народној скупштини Србије, у Демократској странци Србије (ДСС). Ђоковић је сада посланик Здраве Србије (ЗС) и одборник у Скупштини града Краљева.

## Приватна каријера
Ђоковић је доктор медицине и специјалиста радиологије. Живи у Краљеву.

## Политичар

### Парламентарац
ДСС је учествовао на парламентарним изборима у Србији 2000. као део Демократске опозиције Србије (ДОС), широке и идеолошки разнолике коалиције партија које су се противиле претходној администрацији Слободана Милошевића и његових савезника. ДОС је однео убедљиву победу на изборима, узевши 176 од 250 мандата. Ђоковић је на изборној листи ДОС-а уврштен на 138. позицију и изабран је за мандат на сазивању нове скупштине у јануару 2001. (Од 2000. до 2011. године, мандати на парламентарним изборима у Србији су се додељивали успешним странкама или коалицијама, а не појединачним кандидатима, а уобичајена је била пракса да се мандати додељују по бројчаном редоследу. Ђоковић није аутоматски добио мандат на основу његова позиција на листи.)
ДСС је 2002. године напустио ДОС и прешао у опозицију. Посланички мандати неколико чланова ДСС-а, укључујући Ђоковића, поништени су дискреционим правом ДОС-а 12. јуна 2002. иако је ова одлука накнадно укинута, а мандати враћени.
ДСС је кандидовао сопствену листу на парламентарним изборима 2003. године, а Ђоковић се нашао на 104. месту. Листа је освојила педесет три места; Ђоковић првобитно није изабран за мандат, али је могао да се врати у скупштину 16. марта 2004. као замена за другог члана странке. ДСС је у том периоду била доминантна странка у коалиционој влади Србије, а Ђоковић је имао скупштинску већину. Године 2005. учествовао је у пријатељској фудбалској утакмици у којој су српски парламентарци били против оних из Уједињеног Краљевства у контексту дипломатске посете британских парламентараца Србији. Србија је победила резултатом 5-1, а Ђоковић је постигао два гола.
За парламентарне изборе у Србији 2007. и 2008. ДСС је учествовао у савезу са Новом Србијом. Ђоковић се на оба избора појавио на листи странке, али ниједном није изабран за мандат.
Изборни систем Србије реформисан је 2011. године, тако да су посланички мандати додељени кандидатима на успешним листама по бројчаном реду. Ђоковић се на парламентарним изборима 2012. појавио на седамдесет осмој позицији листе ДСС и није поново изабран када је листа освојила двадесет један мандат. Појавио се и на листи ДСС-а на изборима 2014. и на комбинованој листи ДСС-Двери на изборима 2016, иако се ниједном приликом није вратио у парламент.
Ђоковић је потом напустио ДСС и прешао у Здраву Србију, заузевши двадесет и шесто место на њеној коалиционој листи са Бољом Србијом (БС) на парламентарним изборима 2020. Листа није прешла изборни цензус да би освојила заступљеност у народној скупштини.

### Општинска политика
Ђоковић је већ неколико година активан и у општинској политици Краљева. Био је међу кандидатима изабраним за градску скупштину на локалним изборима у Србији 2008. Добио је другу позицију на листи ДСС-а на локалним изборима 2012. године и поново је изабран када је листа освојила четири мандата. Није реизабран 2016. године, када је листа ДСС пала испод изборног цензуса.
За локалне изборе у Србији 2020. године у Краљеву, Здрава Србија приступила је изборној коалицији са Бољом Србијом и Покретом обнове Краљевине Србије (ПОКС). Ђоковић је добио другу позицију на њиховој листи и враћен је у локалну скупштину када је листа освојила четири мандата.